# Tấn Ai hầu
Tấn Ai hầu (chữ Hán: 晉哀侯, cai trị: 717 TCN – 710 TCN), tên thật là Cơ Quang (姬光), là vị vua thứ 15 của nước Tấn - chư hầu nhà Chu trong lịch sử Trung Quốc.

## Vua mất ngôi
Cơ quang là con của Tấn Ngạc hầu – vua thứ 14 nước Tấn.
Năm 718 TCN, Tấn Ngạc hầu mất. Trang Bá Thiện tại Khúc Ốc nghe tin lại mang quân tấn công đất Dực để tranh ngôi vua. Chu Hoàn Vương bèn sai Quắc công mang quân cứu nước Tấn, đánh đuổi Trang Bá Thiện. Trang Bá Thiện chạy về Khúc Ốc. Người nước Tấn lập Cơ quang lên nối ngôi, tức là Tấn Ai hầu.
Năm 711 TCN, Tấn Ai hầu mang quân đánh ấp Hình Đình. Ấp Hình Đình bèn liên minh với chủ mới của Khúc Ốc là Cơ Xứng chống lại. Năm 710 TCN, Tấn Ai hầu và Khúc Ốc giao tranh tại sông Phần Thủy. Tấn Ai hầu bại trận, bị Cơ Xứng bắt cầm tù.
Người nước Tấn lập con ông là Thiếu Tử làm vua, tức là Tấn Tiểu Tử hầu.
Năm 709 TCN, Cơ Xứng sai thủ hạ là Hàn Vạn giết chết Tấn Ai hầu. Tấn Ai hầu làm vua được 8 năm, bị cầm tù 1 năm thì bị hại. Lực lượng của Khúc Ốc càng mạnh mẽ, không lâu sau đoạt ngôi vua nước Tấn.